# István Kossa
István Kossa (* 31. März 1904 in Balatonlelle, Komitat Somogy, Königreich Ungarn; † 9. April 1965 in Budapest) war ein ungarischer Politiker der Ungarischen Sozialistischen Arbeiterpartei MSZMP (Magyar Szocialista Munkáspárt), der unter anderem 1948 bis 1949 Industrieminister, 1949 bis 1950 sowie 1956 bis 1957 Finanzminister, 1952 Minister für Metallurgie und Maschinenbau sowie zwischen 1952 und 1953 Minister für Maschinenbauindustrie der Ungarischen Volksrepublik war.

## Leben

### Sozialdemokrat und Zweiter Weltkrieg
Kossa schloss 1922 seine schulische Ausbildung am Prämonstratenser-Gymnasium in Keszthely und war danach für einige Zeit Volontär beim Neuen Politischen Volksblatt, ehe er 1922 Fahrer bei der Budapester Straßenbahn-Gesellschaft Budapesti Közlekedési Zártkörűen Működő Részvénytársaság wurde. Als solcher begann er 1928 sein gewerkschaftliches Engagement als Mitglied der Nationalen Vereinigung der Straßenbahnmitarbeiter (Villamos és HÉV Alkalmazottak Országos Szövetségének), deren Sekretär er zwischen 1933 und 1940 war. Zwischenzeitlich trat er 1932 der Sozialdemokratischen Partei Ungarns MSZDP (Magyarországi Szociáldemokrata Párt) als Mitglied bei. Er lernte in dieser Zeit auch den kommunistischen Parteifunktionär Pál Démeny kennen, durch den er später der Ungarischen Kommunistische Partei beitrat.
Zu Beginn des Zweiten Weltkrieges wurde er zunächst zum Militärdienst eingezogen, aber 1942 zur Zwangsarbeit in die Ukraine abgeschoben. Im Januar 1943 floh er aus dem Arbeitslager zu Verbänden der Roten Armee und besuchte in der Folgezeit die Antifa-Schule im Kriegsgefangenenlager Krasnogorsk, an der er nach Abschluss zwischen 1943 und 1944 selbst Dozent war. Im November 1944 wurde er von der in Moskau im Exil befindlichen Führung der KMP nach Ungarn zurückgesandt und nahm in der Folgezeit mit József Darvas und Gyula Ortutay an Kämpfen in Szeged teil.

### Nachkriegszeit und Politbüromitglied
Nachdem Kossa im Januar 1945 in Budapest eingetroffen war, wurde er Mitglied des Zentralkomitees der KMP sowie des Sekretariats des ZK der KMP, dem er bis April 1950 angehörte. Er war zwischen Februar 1945 und August 1948 Generalsekretär des Gewerkschaftsrates SZT (Szakszervezeti Tanács) und wurde im April 1945 auch als Abgeordneter in das Ungarische Parlament (Országgyűlés) gewählt, dem er bis zu seinem Tode angehörte. Daneben war er zwischen 1945 und 1965 Mitglied des Exekutivkomitees des Gewerkschaftsverbandes SZV (Szakszervezeti Világszövetség).
Des Weiteren wurde am 22. Mai 1945 schließlich auch Mitglied des Politbüros der KMP, des obersten Führungsgremiums der Partei. Diesem gehörte er auch nach dem Zusammenschluss der  MSZDP mit der MKP zur Partei der Ungarischen Werktätigen MDP (Magyar Dolgozók Pártja) am 12. Juni 1948 bis zum 1. März 1951. Am 29. November 1945 wurde er Vizepräsident der Nationalversammlung und bekleidete die Funktion des stellvertretenden Parlamentspräsidenten bis zum 25. Juli 1947. Während dieser Zeit gehörte er auch dem Politischen Ausschuss des Parlaments an.

### Minister

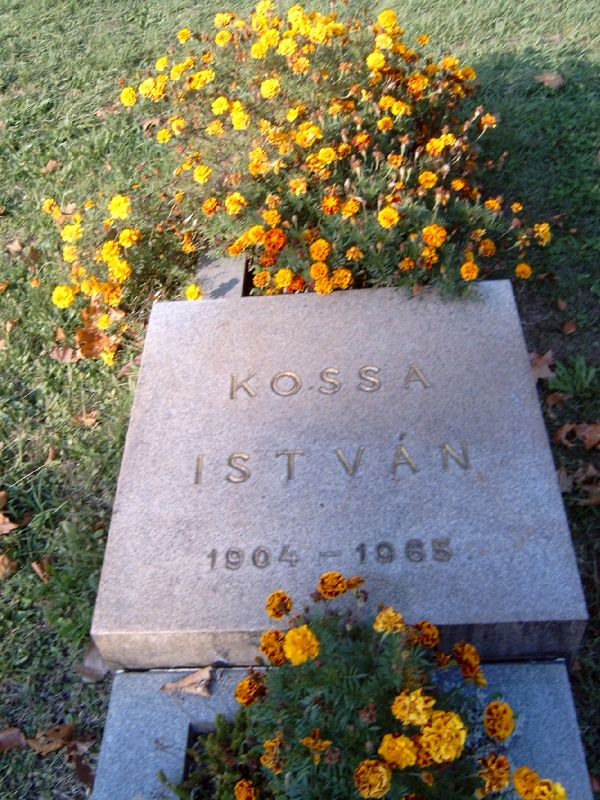
Grab von István Kossa

Am 5. August 1948 wurde Kossa als Nachfolger von Árpád Szakasits zum Industrieminister (Iparügyi miniszter) in die Regierung von Ministerpräsident Lajos Dinnyés berufen und bekleidete dieses Ministeramt bis zum 11. Juni 1949 auch in der darauf folgenden Regierung von Ministerpräsident István Dobi. Im Rahmen einer Regierungsumbildung wurde er im Anschluss Nachfolger von Ernő Gerő als Finanzminister (Pénzügyminiszter) und behielt diesen Ministerposten vom 11. Juni 1949 bis zu seiner Ablösung durch Károly Olt am 25. Februar 1950. Im Anschluss verlor er an Einfluss und schied zunächst aus der Regierung aus. Er war zunächst bis Dezember 1950 Vorsitzender des Staatlichen Komitees für Arbeit sowie anschließend vom 16. Dezember 1950 bis zum 8. Mai 1951 Vize-Minister für Metallurgie und Maschinenbau, ehe er zwischen dem 8. Mai 1951 und dem 5. Januar 1952 Präsident des Staatlichen Amtes für Kirchenangelegenheiten (Állami Egyházügyi Hivatal) war.
Danach kehrte Kossa am 5. Januar 1952 in die Regierung Dobi zurück und übernahm als Nachfolger von Mihály Zsofinyecz das Amt des Ministers für Metallurgie und Maschinenbau (Kohó- és gépipari miniszter) und behielt dieses Ministeramt bis zum 6. Dezember 1952. Danach war er zwischen dem 6. Dezember 1952 und dem 4. Juli 1953 Minister für Maschinenbauindustrie (Általános gépipari miniszter) in der Regierung von Ministerpräsident Mátyás Rákosi. Daraufhin war er Präsident des Amtes für Arbeitsreserven (Munkaerő Tartalékok Hivatalának) sowie zwischen dem 30. Dezember 1954 und dem 25. Oktober 1956 Erster Vize-Präsident des Staatlichen Planungskomitees.
Nach Beginn des Volksaufstandes wurde Kossa am 27. Oktober 1956 von Ministerpräsident Imre Nagy als Nachfolger von Károly Olt wieder zum Finanzminister berufen. Am 4. November 1956 wurde er in die von Ministerpräsident János Kádár gebildete „Ungarische Revolutionäre Arbeiter- und Bauernregierung“ berufen und übernahm auch in dieser das Amt des Finanzministers, das er bis zu seiner Ablösung durch István Antos am 9. Mai 1957 bekleidete. Am 26. Februar 1957 wurde er Mitglied des ZK der MSZMP und gehörte diesem bis zu seinem Tode an.
Zuletzt war Kossa vom 7. Mai 1963 bis zu seinem Tode am 9. April 1965 Minister für Verkehr und Post (Közlekedés- és postaügyi miniszter).

### Ehrungen und Auszeichnungen
Für seine Verdienste wurde Kossa mehrfach geehrt und erhielt unter anderem 1946 die Ungarische Freiheitsmedaille (Magyar Szabadság Érdemrend), 1948 den Kossuth-Orden (Kossuth Érdemrend), 1948 den Verdienstorden der Republik Ungarn (Magyar Köztársasági Érdemrend) sowie 1958 die Medaille der Arbeiter- und Bauernmacht (Munkás-paraszt Hatalomért emlékérem).

## Veröffentlichungen
- *A Dunától a Donig, Memoiren, 1948
- Nehéz ébredés, Roman, 1957
- Vissza a Dunához, Memoiren, 1965